# Philipp Kozower

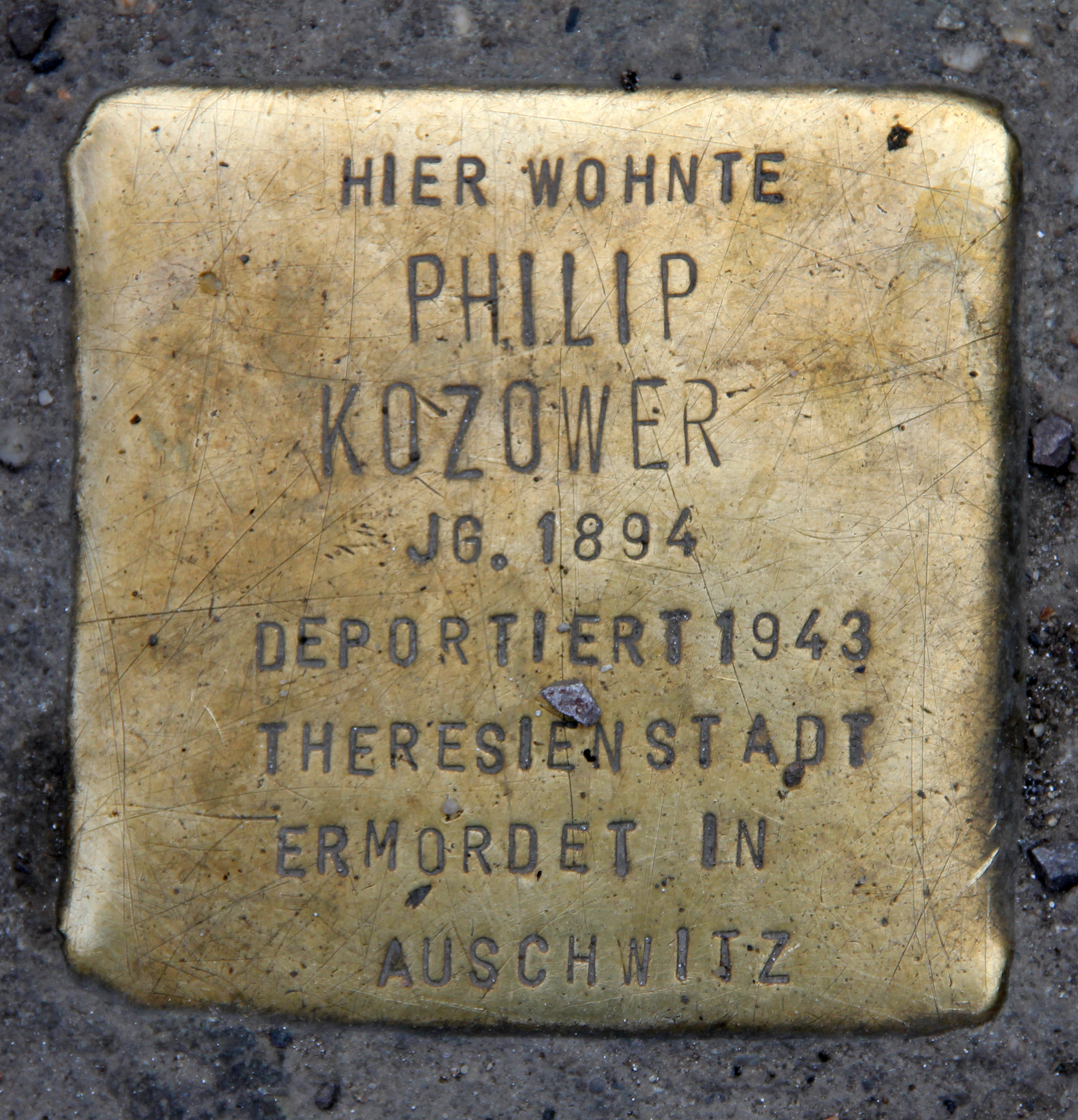
Stolperstein, Oranienburger Straße 9–10, in Berlin-Mitte

Philipp Kozower (* 29. Januar 1894 in Berlin; † Oktober 1944 im KZ Auschwitz-Birkenau) war ein deutscher Jurist und jüdischer Verbandsfunktionär, der Opfer des Holocaust wurde.

## Leben
Kozower war in Berlin als Rechtsanwalt und Notar tätig. In seiner Heimatstadt bekleidete er führende Positionen bei der Zionistischen Vereinigung für Deutschland (ZVfD) und der Jüdischen Volkspartei. Von 1929 bis 1943 gehörte er dem Vorstand der Jüdischen Gemeinde zu Berlin an, zuletzt als  stellvertretender Vorsitzender.
Kozower war verheiratet mit Gisela, geborene Herzberg. Das Paar hatte drei Kinder: Eva Rita (* 20. Mai 1932), Alice (* 19. Juni 1934) und Uri Aron (* 13. November 1942). Die Familie Kozower hatte ihren Wohnsitz in der Oranienburger Straße 9–10.
Nach der Machtübernahme durch die Nationalsozialisten durfte er nicht mehr als Jurist tätig werden. Bei der Reichsvertretung der Deutschen Juden gehörte er ab 1937 dem Präsidialausschuss an und nach der Umgestaltung dieser Organisation in die Reichsvereinigung der Juden in Deutschland deren Vorstand. Bei der Reichsvereinigung umfasste sein Aufgabenfeld Wohnungsfragen und Bestattungswesen. Anfang 1939, noch bevor die Reichsvereinigung offiziell installiert war, wurden Kozower sowie Heinrich Stahl als Vertreter der jüdischen Gemeinde Berlin zusammen mit Franz Meyer von der Zionistischen Vereinigung von Adolf Eichmann nach Wien beordert, um die Zentralstelle für jüdische Auswanderung in Wien in Augenschein zu nehmen.
Kozower, der im Vorstand der Reichsvereinigung als Verbindungsmann zur Gestapo zuständig war, gehörte zu den ersten drei jüdischen Personen, denen von Kriminalsekretär Franz Prüfer Anfang Oktober 1941 mitgeteilt wurde, dass die Deportation der Berliner Juden bevorstünde und dass die jüdische Gemeinde mitwirken müsse. Andernfalls würde dieses Vorhaben durch die SA und SS durchgeführt werden. Die jüdischen Funktionäre wurden bei Todesandrohung zur Verschwiegenheit verpflichtet und zunächst im Glauben belassen, es handele sich nur um eine „Wohnungsräumaktion“ und Teil-Evakuierung.
In der als Sammelstelle benutzten Synagoge Levetzowstraße beaufsichtigte Kozower die jüdischen Ordner. Nach dem Brandanschlag auf die Propagandaausstellung Das Sowjet-Paradies wurde Kozower mit anderen Funktionären der Reichsvereinigung und der Wiener und Prager Kultusvereinigungen kurzzeitig in Geiselhaft genommen.
Am 28. Januar 1943 wurden Kozower und seine Familie in das Ghetto Theresienstadt deportiert. Innerhalb der Ghetto-Selbstverwaltung gehörte er dem Ältestenrat an. Ab dem 15. April 1943 leitete er die Poststelle des Ghettos. Die Familie wird in der Schlussszene des NS-Propagandafilms  Theresienstadt. Ein Dokumentarfilm aus dem jüdischen Siedlungsgebiet gezeigt, wo sie ein unbeschwertes Familienleben im Ghetto demonstrieren sollte. Die Rolle der Großeltern mussten David Cohen und Ehefrau spielen. Kurz darauf wurde die Familie Kozower am 12. Oktober 1944 in das KZ Auschwitz-Birkenau deportiert und dort wahrscheinlich kurz nach der Ankunft durch Gas ermordet.
Im Oktober 2002 wurde vor dem ehemaligen Wohnort, in Berlin-Mitte, Oranienburger Straße 9–10, für ihn und seine Familie Stolpersteine verlegt.